# Bradysia cuneiforma
Bradysia cuneiforma är en tvåvingeart som beskrevs av Lyudmila Komarova 1997. Bradysia cuneiforma ingår i släktet Bradysia och familjen sorgmyggor. Inga underarter finns listade i Catalogue of Life.